# Museu de l'Automòbil de Melilla
El Museu de l'Automòbil de Melilla és un museu de la ciutat espanyola de Melilla. Està situat al carrer Falangista Rettschlag, número 19, en l'antiga fàbrica de veles, lleixius i sabons i per a ser visitat és necessari concertar cita telefònica en el 696005340 o en el 639166082.

## Història
Creat per l'interès col·leccionista que des de 1970 Miguel Ángel Hernández sentia feia els cotxes amb l'ajuda de l'historiador Juan Díez Sánchez i la col·laboració de José Nieto Egea, José Miguel Fernández i Federico Navajas.

## Exposició
S'exposen 35 cotxes, 12 motocicletes, 2 amb sidecar.

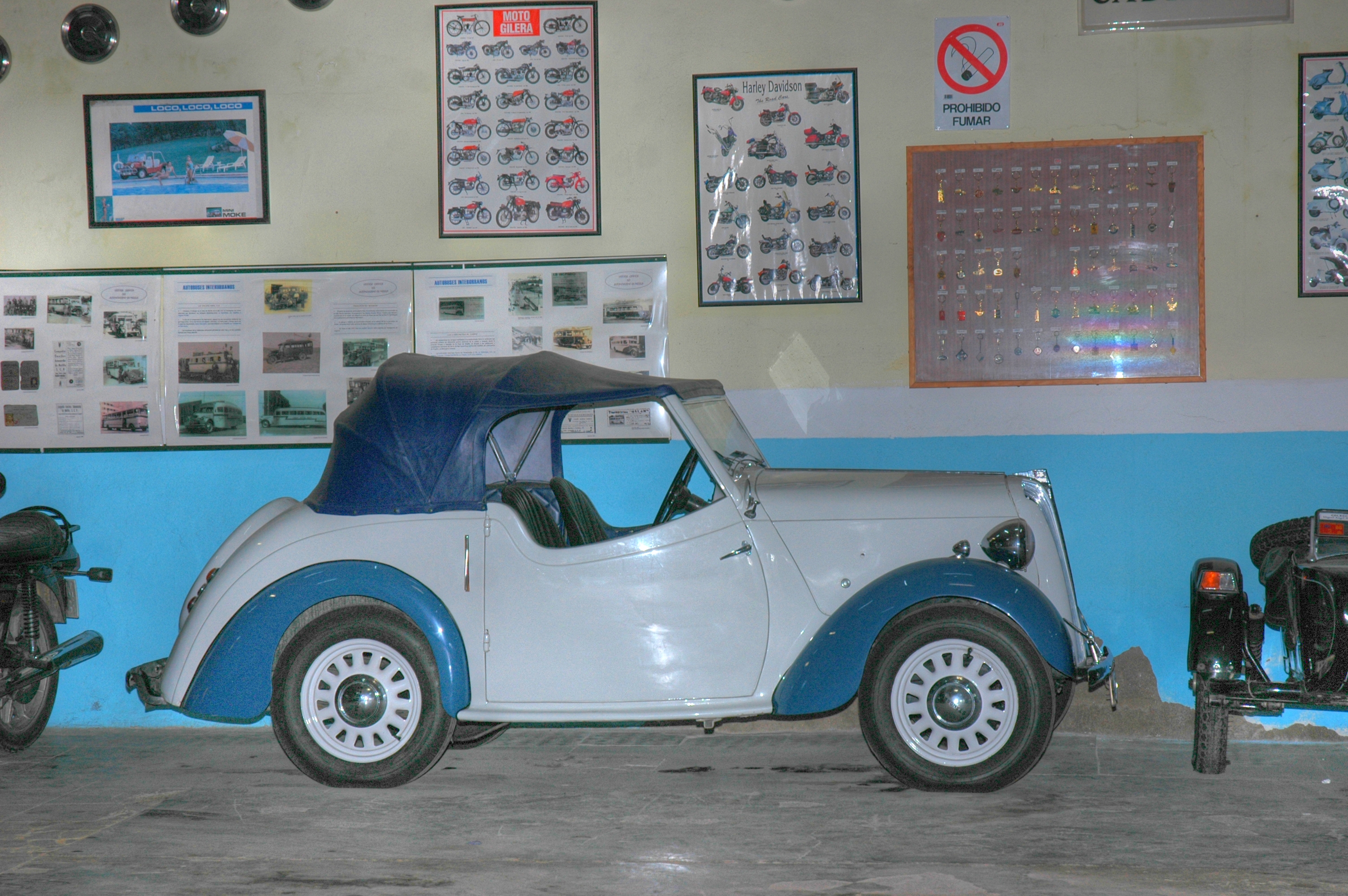
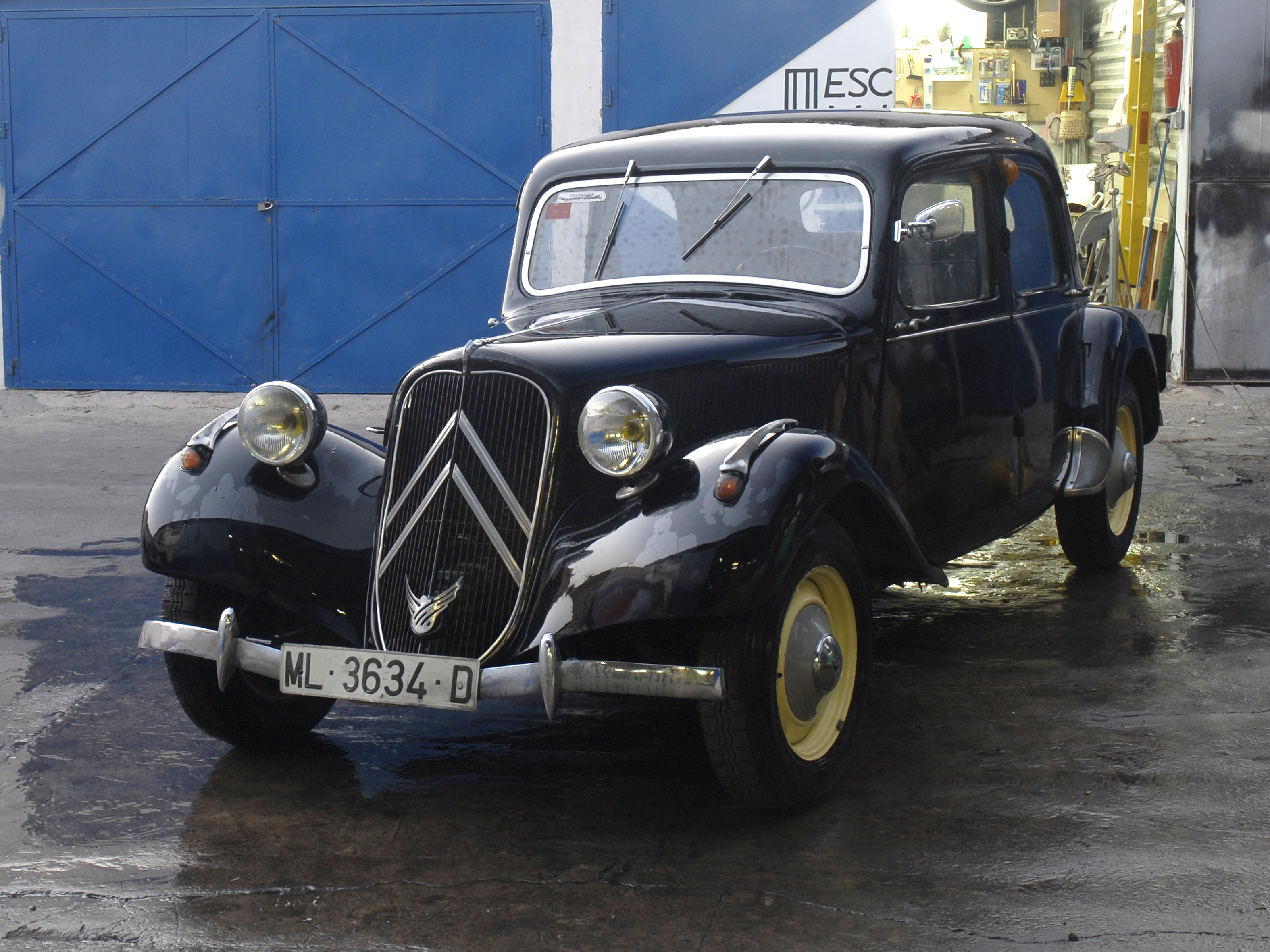
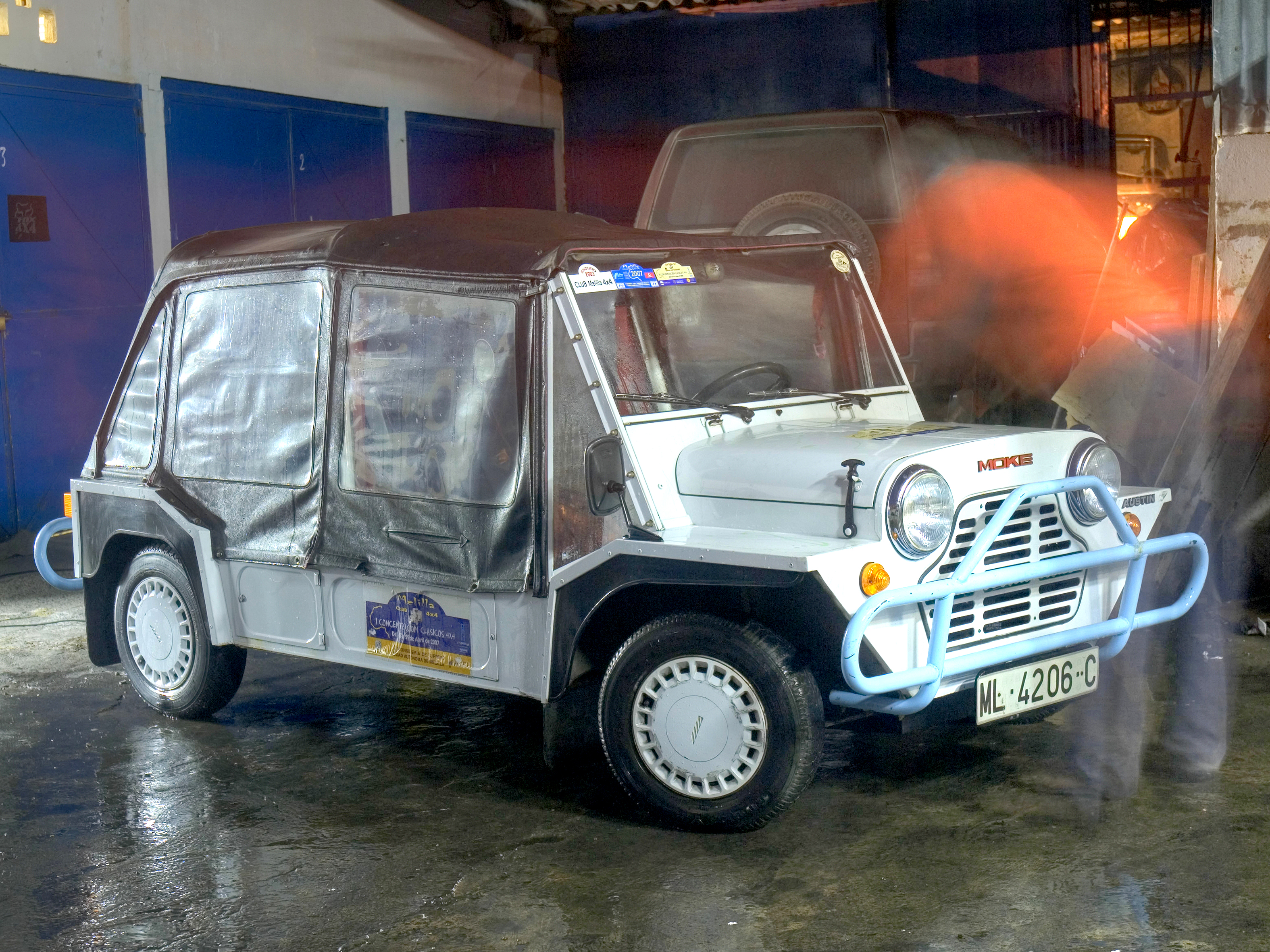
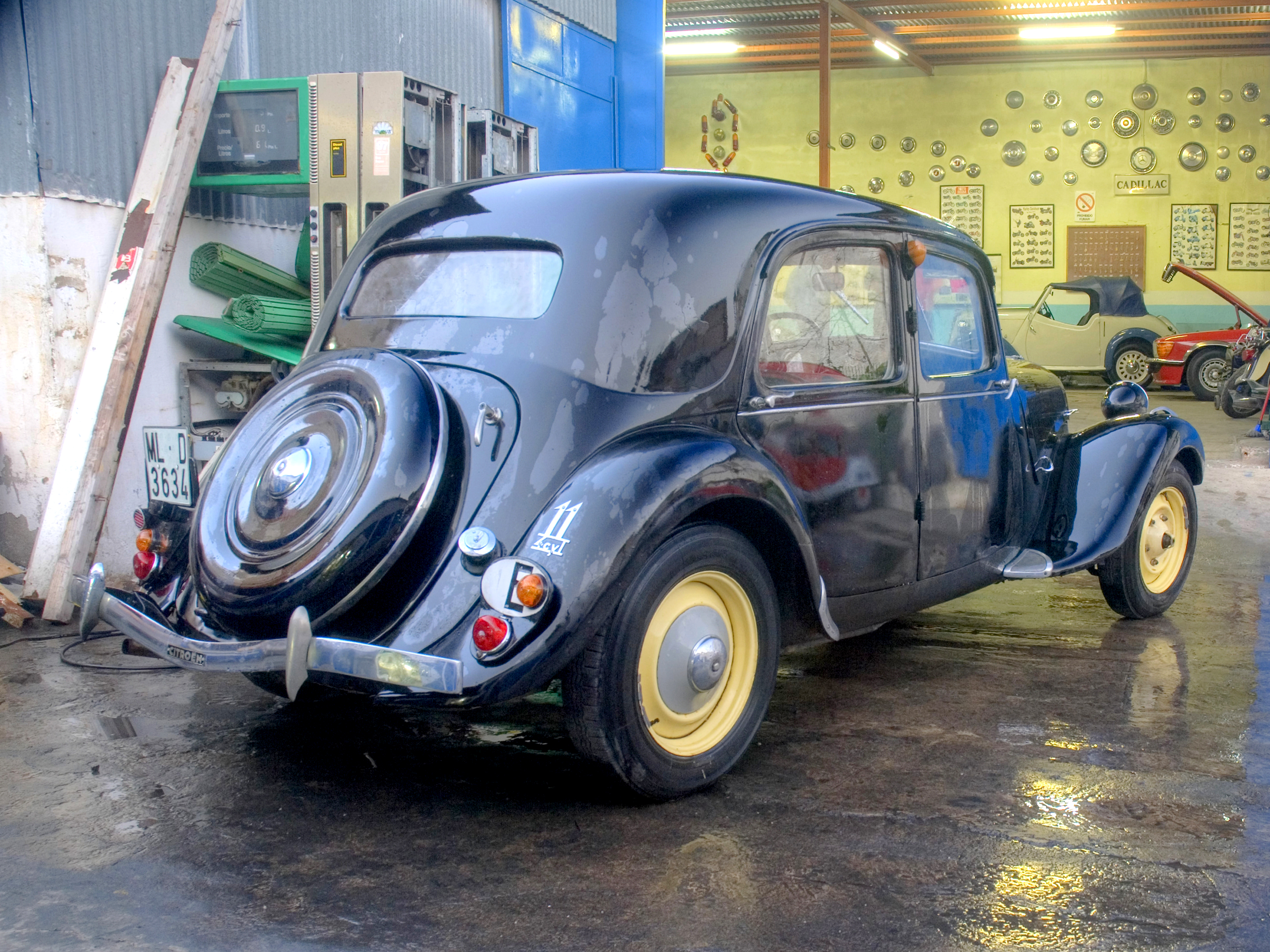
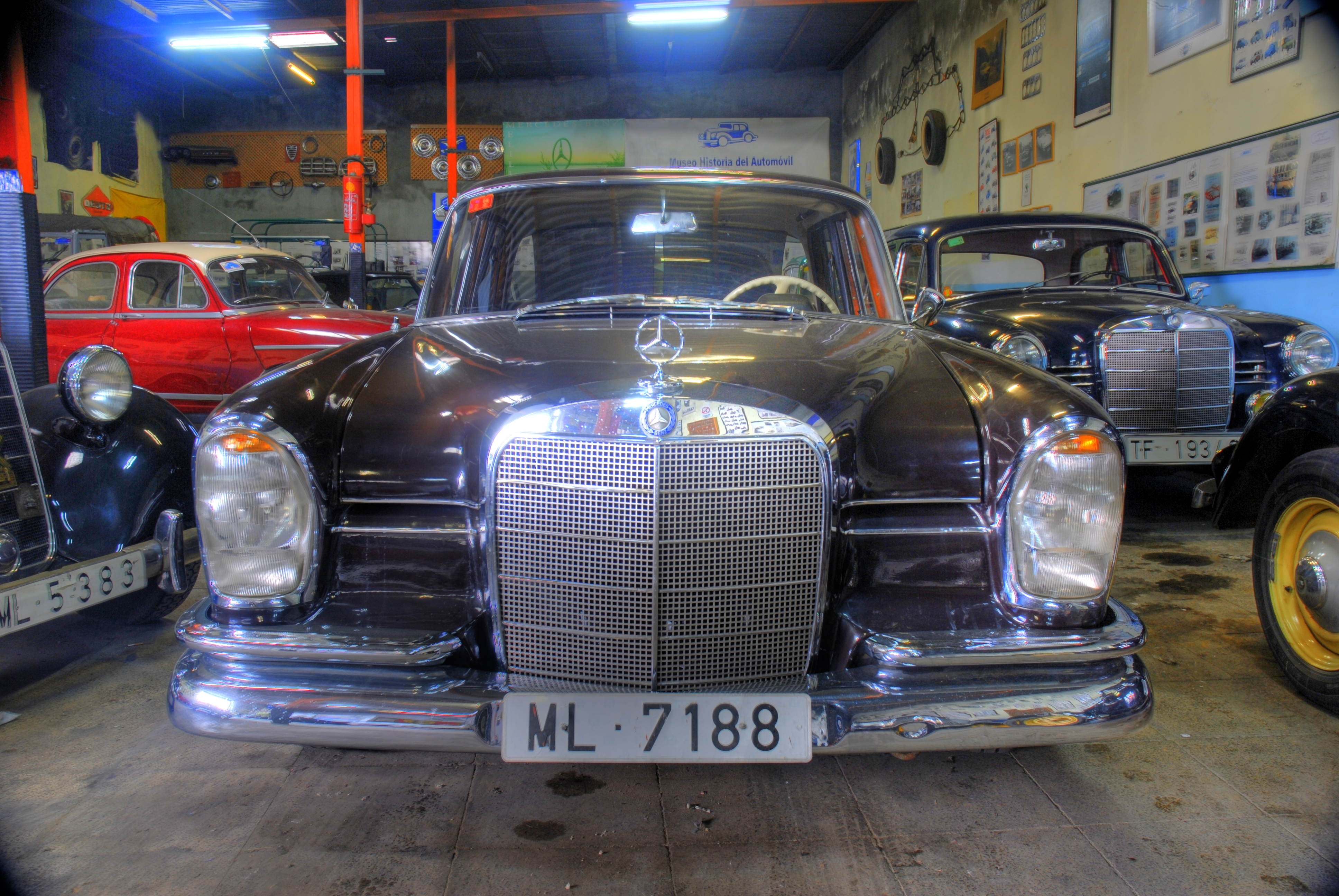
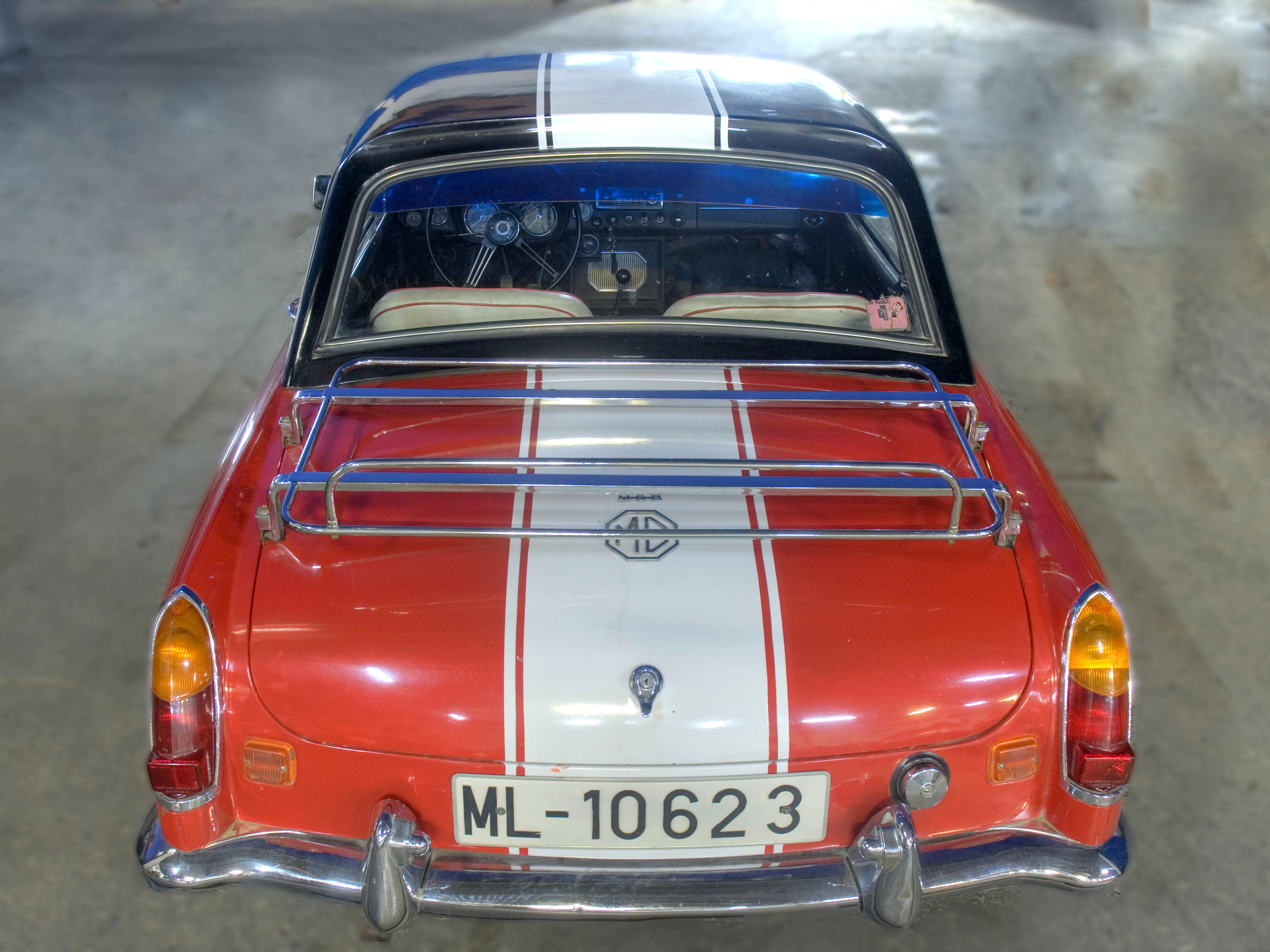
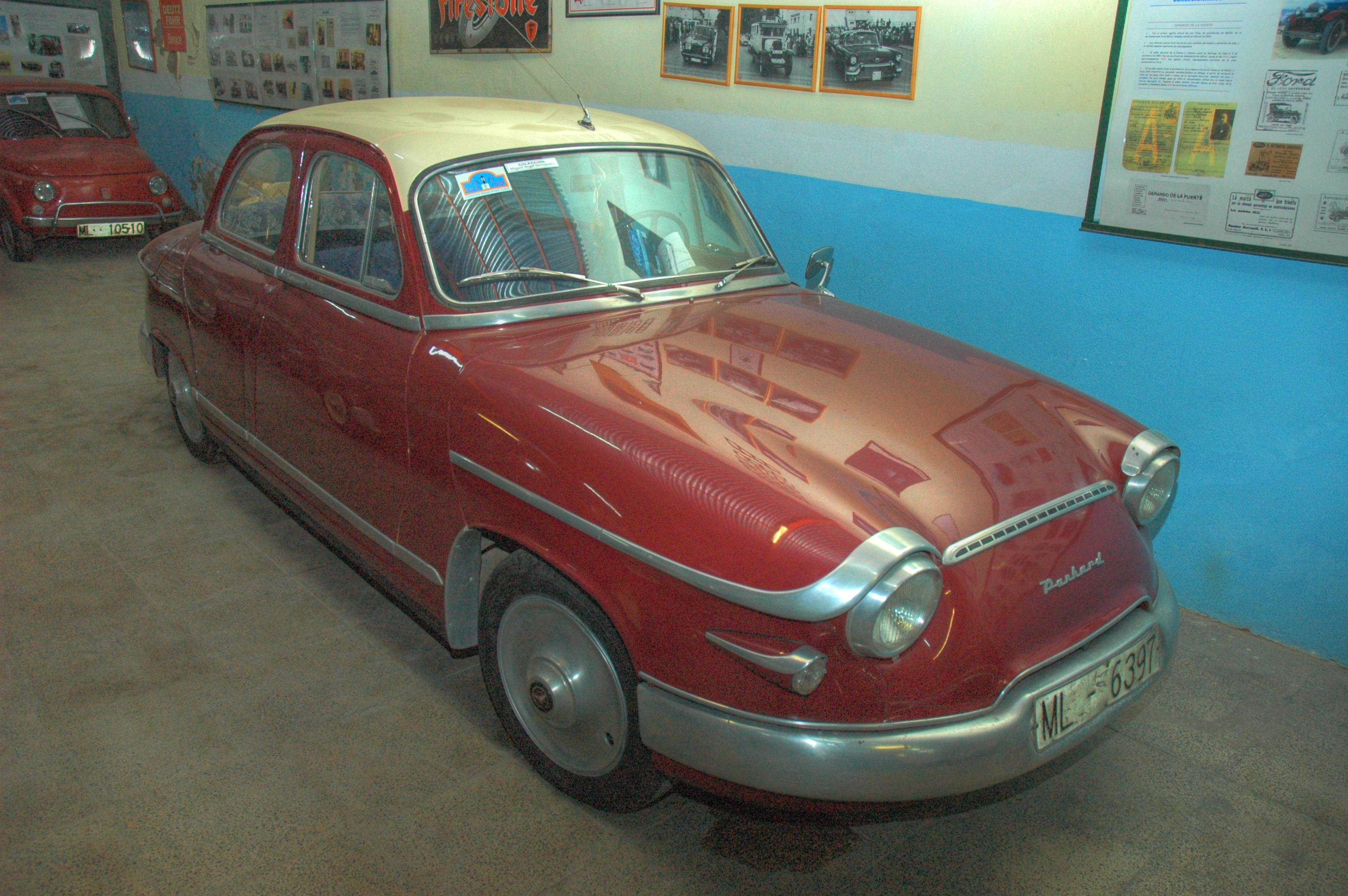
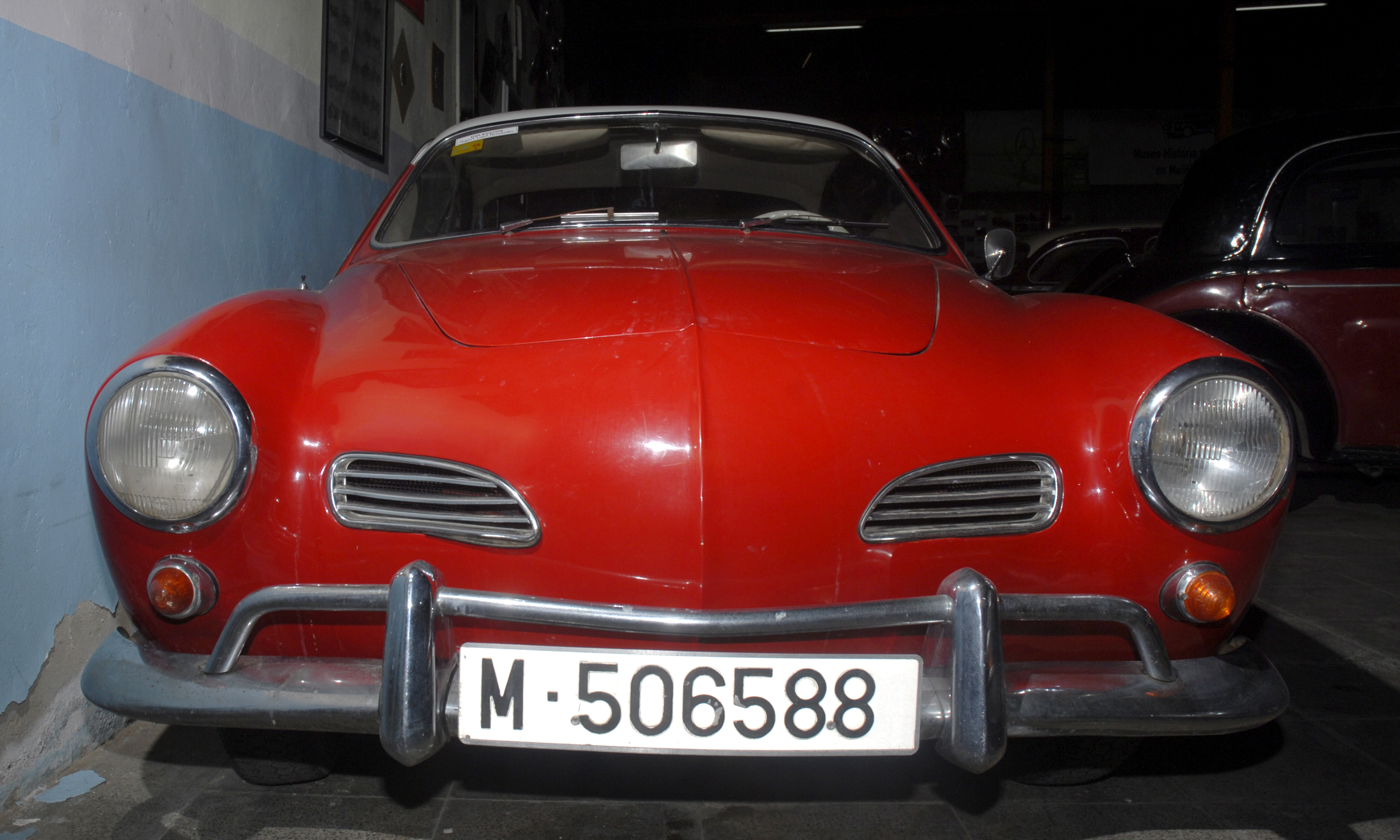
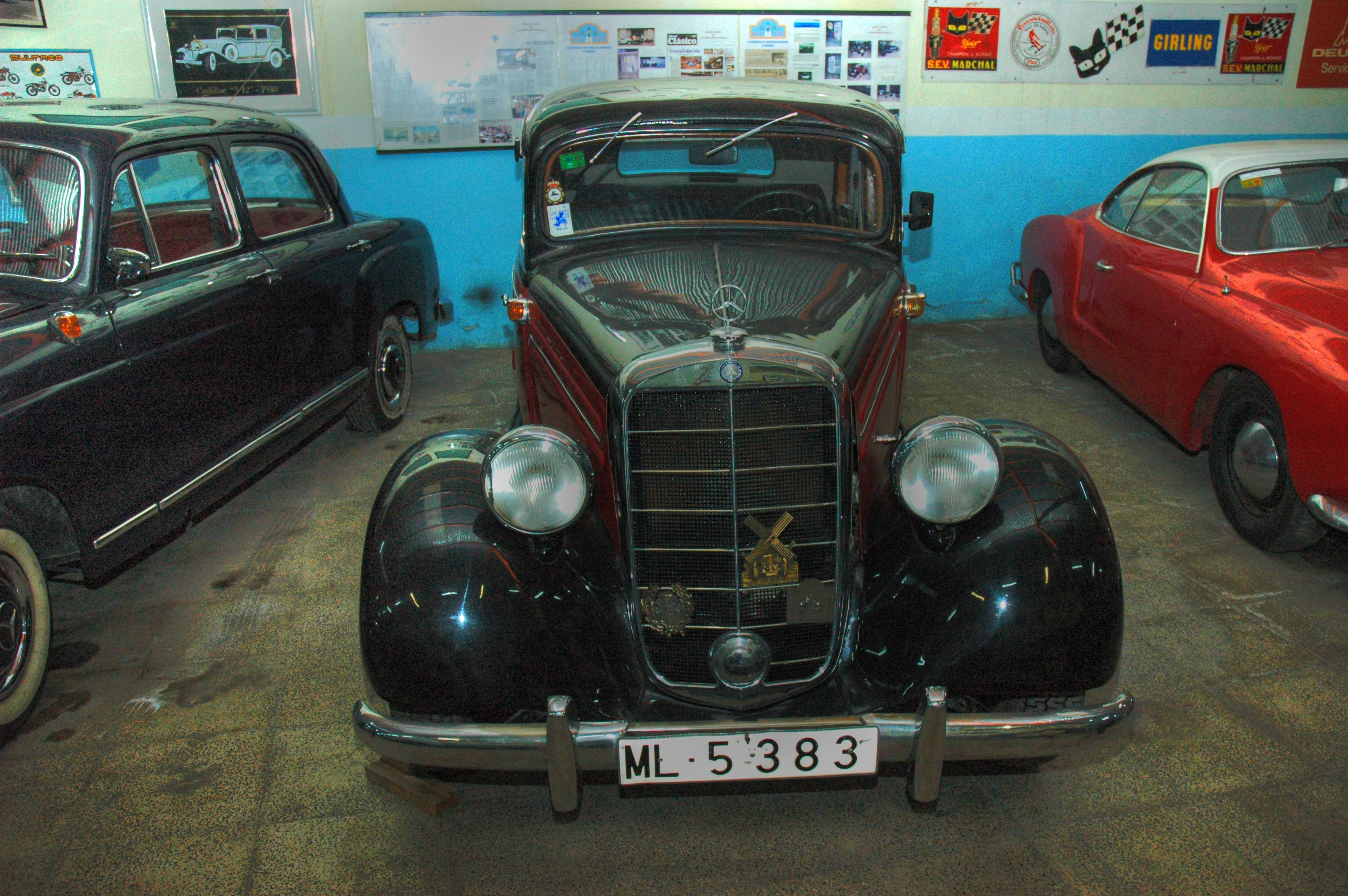
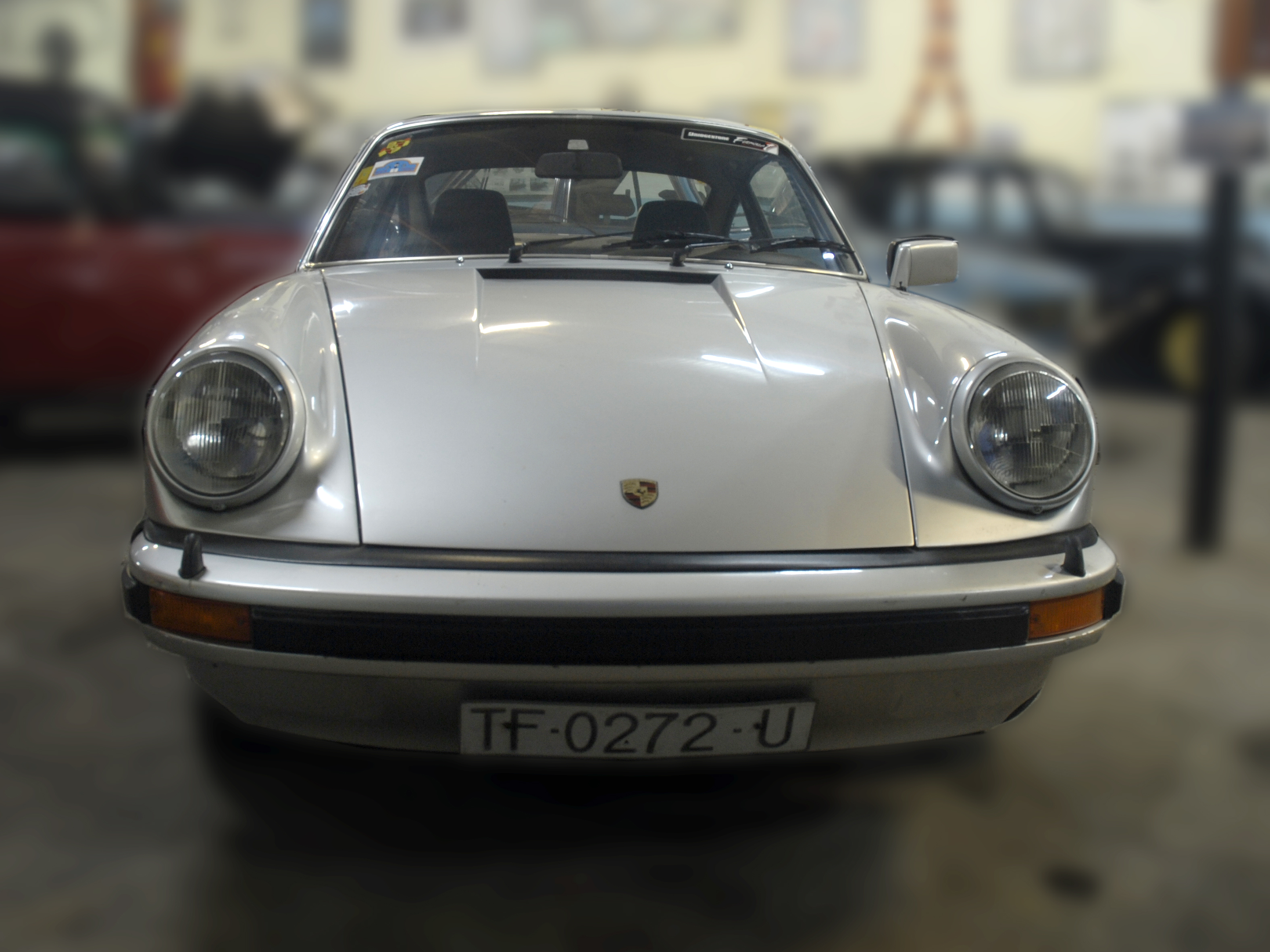
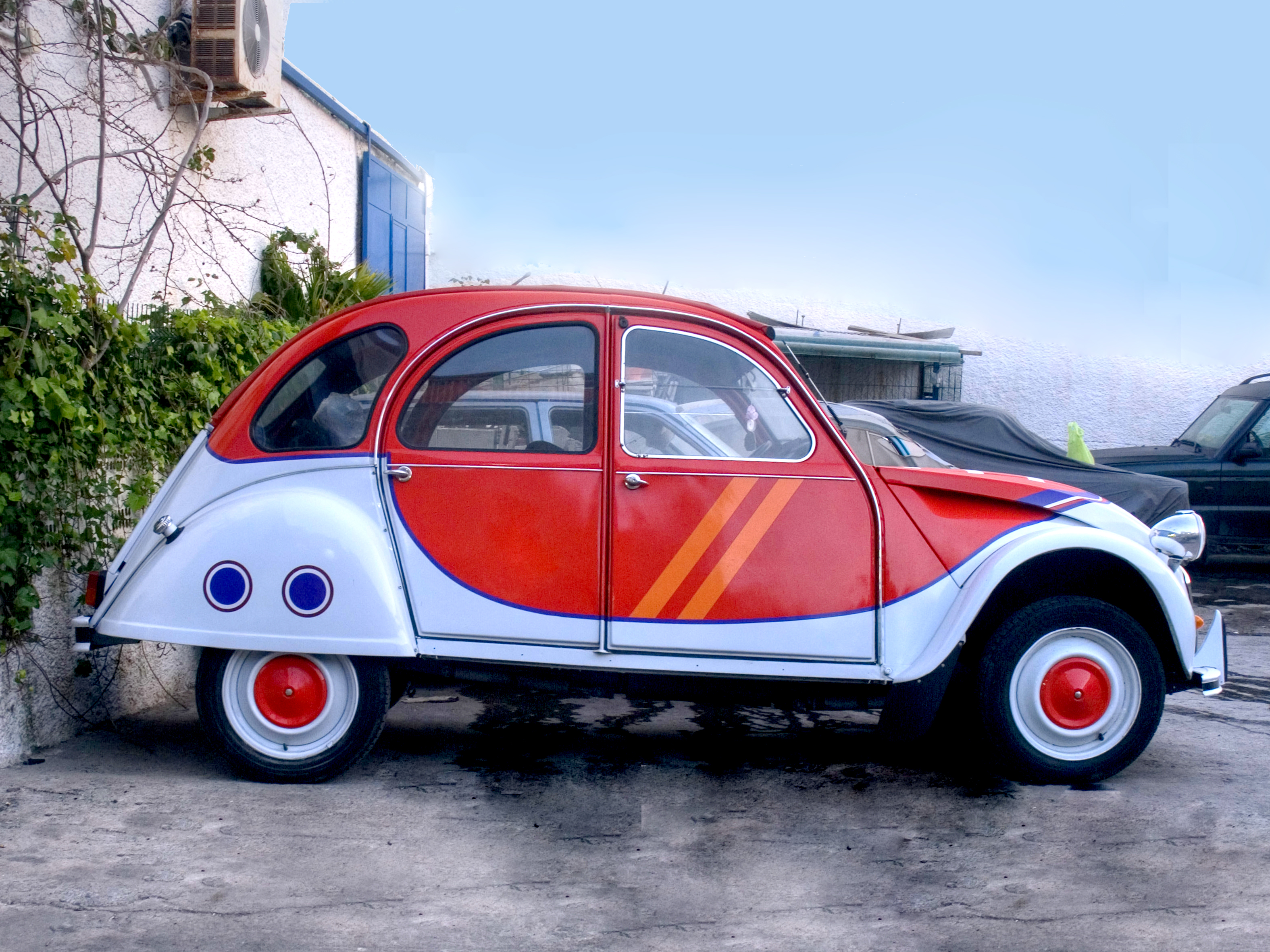